# Кубок Польщі з футболу 2001—2002
Кубок Польщі з футболу 2001–2002 — 48-й розіграш кубкового футбольного турніру в Польщі. Титул втретє здобула Вісла (Краків).

## Календар
| Раунд            | Дата                         | Матчі | Клуби   |
| ---------------- | ---------------------------- | ----- | ------- |
| Попередній раунд | 12 вересня 2001              | 4     | 52 → 48 |
| Перший раунд     | 18-19 вересня 2001           | 16    | 48 → 32 |
| 1/16 фіналу      | 9-10 жовтня 2001             | 16    | 32 → 16 |
| 1/8 фіналу       | 10-11 листопада 2001         | 8     | 16 → 8  |
| 1/4 фіналу       | 20 листопада - 1 грудня 2001 | 8     | 8 → 4   |
| 1/2 фіналу       | 6 березня - 10 квітня 2002   | 4     | 4 → 2   |
| Фінал            | 7-10 травня 2002             | 2     | 2 → 1   |

## Попередній раунд
| Команда 1            | Рахунок      | Команда 2               |
| -------------------- | ------------ | ----------------------- |
| 12 вересня 2001      |              |                         |
| КС Мишкув            | 7:0          | Долькан (Зомбки)        |
| Гетьман (Замостя)    | 3:0          | Лехія/Полонія (Гданськ) |
| Заглембє (Сосновець) | 2:2 пен. 5:6 | Сталь (Стальова Воля)   |
| Полар (Вроцлав)      | 1:0          | Полонія (Битом)         |

## Перший раунд
| Команда 1              | Рахунок      | Команда 2                       |
| ---------------------- | ------------ | ------------------------------- |
| 18 вересня 2001        |              |                                 |
| Вігри (Сувалки)        | 1:2          | Світ (Новий-Двір-Мазовецький)   |
| Відзев-2 (Лодзь)       | 0:2          | Гетьман (Замостя)               |
| 19 вересня 2001        |              |                                 |
| Краковія (Краків)      | 2:2 пен. 1:4 | Лех (Познань)                   |
| Погонь (Сташув)        | 2:3          | КС Мишкув                       |
| Торунський КП (Торунь) | 0:3          | РКС (Радомсько)                 |
| Кашуб'я (Косьцежина)   | 1:3          | ЛКС (Лодзь)                     |
| Орлента (Лукув)        | 2:5          | КСЗО (Островець-Свентокшиський) |
| Сталь (Сянік)          | 0:1          | Гурник (Ленчна)                 |
| Малапанев (Озімек)     | 1:1 пен. 4:3 | Тлокі (Ґожице)                  |
| Полонія (Ельблонг)     | 2:1          | ГКС (Белхатув)                  |
| Розбарк (Битом)        | 1:3          | Одра (Ополе)                    |
| Вікторія (Вжесьня)     | 1:0          | Сталь (Стальова Воля)           |
| Погонь (Свебодзін)     | 2:1          | Влукняж (Кетш)                  |
| КС Ломянкі             | 1:6          | Цераміка (Опочно)               |
| Погонь-2 (Щецин)       | 1:3          | Гурник (Польковіце)             |
| Орзел (Войцешув)       | 1:4          | Полар (Вроцлав)                 |

## 1/16 фіналу
| Команда 1                       | Рахунок        | Команда 2                              |
| ------------------------------- | -------------- | -------------------------------------- |
| 9 жовтня 2001                   |                |                                        |
| Рух (Радзьонкув)                | 2:3            | Вісла (Краків)                         |
| Шльонськ (Вроцлав)              | 0:1 дч         | Легія (Варшава)                        |
| Полар (Вроцлав)                 | 0:4            | Аміка (Вронкі)                         |
| КСЗО (Островець-Свентокшиський) | 1:2            | Одра (Водзіслав-Шльонський)            |
| 10 жовтня 2001                  |                |                                        |
| Полонія (Ельблонг)              | 1:3            | ОКС Стоміл (Ольштин)                   |
| Малапанев (Озімек)              | 0:6            | ЛКС (Лодзь)                            |
| Гурник (Ленчна)                 | 3:0            | Заглембє (Любін)                       |
| Світ (Новий-Двір-Мазовецький)   | 1:0            | Гетьман (Замостя)                      |
| Цераміка (Опочно)               | 0:1            | Орлен (Плоцьк)                         |
| Погонь (Свебодзін)              | 2:3 дч         | РКС (Радомсько)                        |
| КС Мишкув                       | 0:2            | Гурник (Польковіце)                    |
| Вікторія (Вжесьня)              | 0:3            | Дискоболія (Гродзиськ-Великопольський) |
| Гурник (Забже)                  | 4:1            | ГКС (Катовиці)                         |
| Відзев (Лодзь)                  | 1:0            | Полонія (Варшава)                      |
| Лех (Познань)                   | 0:0 пен. 12:11 | Погонь (Щецин)                         |
| Одра (Ополе)                    | 1:2            | Рух (Хожув)                            |

## 1/8 фіналу
| Команда 1                     | Рахунок | Команда 2                              |
| ----------------------------- | ------- | -------------------------------------- |
| 10 листопада 2001             |         |                                        |
| Вісла (Краків)                | 6:1     | ОКС Стоміл (Ольштин)                   |
| Світ (Новий-Двір-Мазовецький) | 2:0     | Гурник (Ленчна)                        |
| Гурник (Польковіце)           | 0:1     | Рух (Хожув)                            |
| РКС (Радомсько)               | 1:2 дч  | Легія (Варшава)                        |
| Орлен (Плоцьк)                | 3:2     | Відзев (Лодзь)                         |
| Аміка (Вронкі)                | 3:2     | Одра (Водзіслав-Шльонський)            |
| 11 листопада 2001             |         |                                        |
| Лех (Познань)                 | 0:2     | Дискоболія (Гродзиськ-Великопольський) |
| ЛКС (Лодзь)                   | 2:0     | Гурник (Забже)                         |

## 1/4 фіналу
| Команда 1                  | Заг. | Команда 2                              | 1-й матч | 2-й матч |
| -------------------------- | ---- | -------------------------------------- | -------- | -------- |
| 20/29 листопада 2001       |      |                                        |          |          |
| Легія (Варшава)            | 3:4  | Рух (Хожув)                            | 2:4      | 1:0      |
| 21/28 листопада 2001       |      |                                        |          |          |
| Орлен (Плоцьк)             | 3:1  | Світ (Новий-Двір-Мазовецький)          | 1:0      | 2:1 дч   |
| ЛКС (Лодзь)                | 3:6  | Вісла (Краків)                         | 2:2      | 1:4      |
| 21 листопада/1 грудня 2001 |      |                                        |          |          |
| Аміка (Вронкі)             | 3:2  | Дискоболія (Гродзиськ-Великопольський) | 0:1      | 3:1      |

## 1/2 фіналу
| Команда 1                | Заг. | Команда 2      | 1-й матч | 2-й матч |
| ------------------------ | ---- | -------------- | -------- | -------- |
| 6 березня/9 квітня 2002  |      |                |          |          |
| Рух (Хожув)              | 1:3  | Аміка (Вронкі) | 1:0      | 0:3      |
| 6 березня/10 квітня 2002 |      |                |          |          |
| Орлен (Плоцьк)           | 1:5  | Вісла (Краків) | 1:2      | 0:3      |

## Фінал
| Команда 1        | Заг. | Команда 2      | 1-й матч | 2-й матч |
| ---------------- | ---- | -------------- | -------- | -------- |
| 7/10 травня 2002 |      |                |          |          |
| Аміка (Вронкі)   | 2:8  | Вісла (Краків) | 2:4      | 0:4      |

### Перший матч
| 7 травня 2002 |

| Аміка (Вронкі)             | 2:4      | Вісла (Краків)                                      |
| -------------------------- | -------- | --------------------------------------------------- |
| Давідовскі 18' Зеньчук 64' | Протокол | Франковський 56' Косовський 66', 85' Журавський 72' |

| Стадіон Аміки, Вронкі Глядачів: 2 500 Арбітр: Ґжеґош Ґілевскі |

### Повторний матч
| 14 травня 2002 |

| Вісла (Краків)                               | 4:0      | Аміка (Вронкі) |
| -------------------------------------------- | -------- | -------------- |
| Франковський 18', 85' Журавський 27' Уче 90' | Протокол |                |

| Міський стадіон, Краків Глядачів: 7 000 Арбітр: Яцек Ґранат |